# مصباح تفريغ الغاز

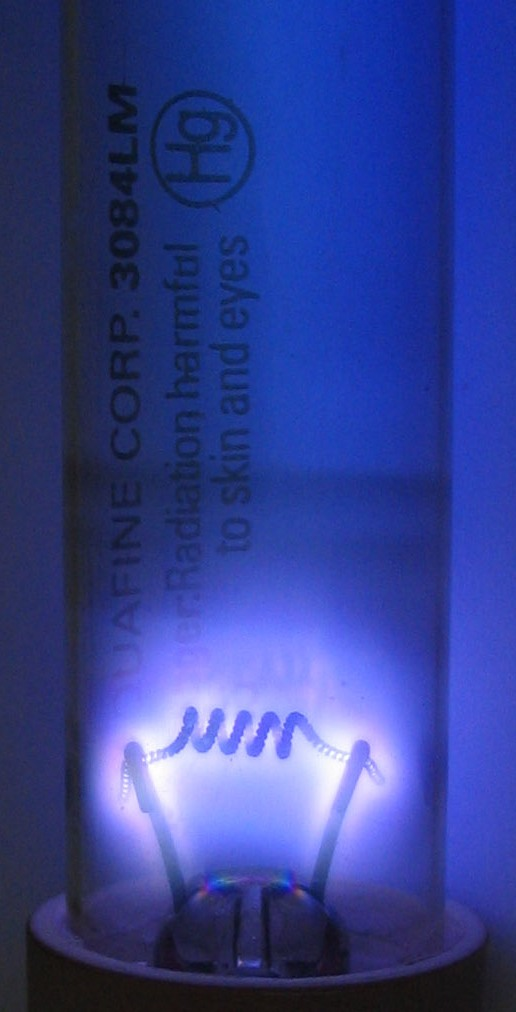
المصابيح مبيدة الجراثيم هي مثال بسيط على تفريغ بخار الزئبق منخفض الضغط في غشاء يحتوي على الكوارتز المنصهر.

المصابيح مفرغة الغاز هي عائلة من مصادر الإضاءة الاصطناعية التي تولّد الضوء بإرسال شحنة مفرغة كهربائيًا خلال غاز مؤين. في العادة، تستخدم هذه المصابيح غازات نبيلة مثل الآرغون أو النيون أو الكريبتون أو خليط منها. وبعضها يحتوى على مواد إضافية مثل الزئبق أو الصوديوم أو هاليدات فلزية، التي تُبخّر عند التشغيل لتصبح جزء من الخليط الغازي. عند التشغيل يتأين الغاز، وتتسارع إلكترونات حرة من خلال حقل كهربائي في الأنبوب، فتتصادم مع ذرات الغاز. تُثير تلك الإلكترونات بعض الإلكترونات في المدارات الذرية لبعض ذرات الغاز، فتتحرك إلى مجال الطاقة الأعلى. وعند عودة الإلكترون لمجاله، ينبعث فوتون ضوئي ذو تردد معيّن. ويعتمد اللون الناتج على طيف الانبعاث الناتج من ذرات الغاز، إضافة إلى ضغط الغاز وعوامل أخرى. تستطيع المصابيح مفرغة الغاز إنتاج مدى واسع من الألوان. تنتج بعض تلك المصابيح أشعة فوق بنفسجية تتحول إلى ضوء مرئي بمروره من خلال طلاء فلوري موجود داخل زجاج المصباح. ويعد مصباح فلوريسنت أشهر الأمثلة على المصابيح مفرغة الغاز.
مقارنة بالمصابيح المتوهجة، توفر المصابيح مفرغة الغاز فعالية ضوئية أعلى من المتوهجة، ولكنها أكثر تعقيدًا وتحتاج إلى بعض المكونات الكهربائية الإضافية. تحتاج بعض المصابيح مفرغة الغاز بعض الوقت للوصول إلى فعاليتها الإضائية الكاملة. ولا زالت، المصابيح مفرغة الغاز تحل محل المصابيح المتوهجة، نظرًا لكفائتها الأعلى في العديد من تطبيقات الإضاءة.